# Cristian Ignacio Herrera López
Cristian Ignacio Herrera López (Las Palmas, 13 de març de 1991) és un futbolista professional canari que juga com a davanter al Deportivo de La Coruña.

## Trajectòria esportiva
Herrera es va formar al planter de la UD Las Palmas. Va debutar amb el filial del club la temporada 2010–11, i s'hi va estar uns anys jugant en categories inferiors. El 9 de juliol de 2013 va refusar una renovació de contracte, i va fitxar per l'Elx Il·licità CF, de la segona B.
El 24 de novembre de 2013 Herrera va debutar amb l'Elx CF a La Liga, jugant els darrers 12 minuts i marcant el gol de la victòria en un partit guanyat per 2–1 a domicili contra el València CF. El 18 de juny de l'any següent, després de disputar 21 partits i de marcar tres gols en la temporada, va renovar el seu contracte amb el club fins al 2019 i fou definitivament promocionat al primer equip.
El 7 d'agost de 2015, Herrera va acabar el seu contracte amb els valencians i nou dies després en va signar un per un any amb la UD Almería. L'1 de febrer de 2016, però, va rescindir el contracte, i va marxar al Girona FC també de la segona divisió.
El 14 de juliol de 2017 Herrera va deixar el Girona, i va signar per dos anys amb el CD Lugo. El 13 d'agost de 2021, va signar un contracte de dos anys amb els nouvinguts a segona divisió UE Eivissa.
El 22 de juny de 2023, Herrera es va incorporar a la UD Las Palmas, acabat d'ascendir a la primera categoria, amb un contracte d'un any. El 31 d'agost de l'any següent, va signar un contracte d'un any amb el Deportivo de La Coruña de la segona divisió.